# Лімонов Антон Сергійович
Антон Сергійович Лімонов (нар. 16 серпня 2001) — український спортсмен з настільного тенісу. Член національної збірної України. Майстер спорту України з настільного тенісу. Гравець клубу суперліги України ПАСС-АВТО (Чернігів).

## Життєпис
Народився 16 серпня 2001 року в Україні, Вінниця. Настільним тенісом розпочав займатися у шість років під впливом батька Лімонова Сергія Анатолійовича, на той час організатора та популяризатора настільного тенісу в Вінниці (клуб «Ігроманія»), а потім — під керівництвом тренера ДЮСШ «Ніка» міста Вінниця Новінської Ірини Анатоліївни. Велику допомогу у становленні юного гравця здійснили вінницькі тенісисти, кандидати у майстри спорту з настільного тенісу: Сергій Пантєлєєв, Євген Гефтер, Олег Білецький.
Отримав базову середню освіту у школі-гімназії № 30 міста Вінниці. Потім продовжив навчання у Олімпійському коледжі імені Івана Піддубного, який закінчив у 2018 році. Після цього поступив до  Кам'янець-Подільського національного університету імені Івана Огієнка, факультет фізичної культури. Студент 2 курсу (2020 рік).
Неодружений.
Проживає у місті Вінниця, будує кар'єру професійного гравця у настільний теніс. Задіяний у Клубному чемпіонаті України за команду «ПАСС-АВТО» (Чернігів).

## Спортивна біографія

### Мінікадетський і кадетський період
Активну участь у турнірах з настільного тенісу Антон розпочав у 2009 році (8 років). Неодноразово ставав переможцем дитячих турнірів: «LIRS-OPEN» (Жовква), «Кубок Строкатова» (Жовква), «Білі блискавки» (Дніпро), «Кубок Карпат» (Івано-Франківськ). Є переможцем командного чемпіонату України «Дитяча ліга» (2011, 2012, 2013), чемпіоном України серед мінікадетів (2013), чемпіоном України серед кадетів (2014, 2015).

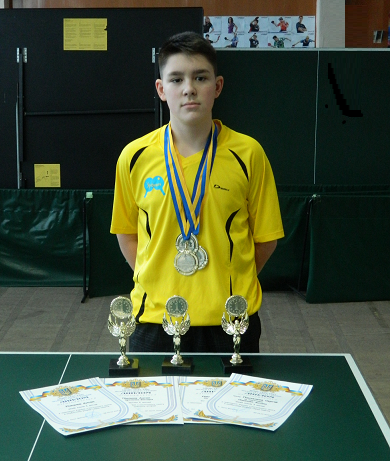
Антон Лімонов у 14 років

У 2013 році взяв участь у 9-му чемпіонаті Європи для мінікадетів — Euro Mini Champ's (Страсбург, Франція). Посів 12 місце.
У 2013 році виконав норму кандидата у майстри спорту, беручи участь у чемпіонаті України серед кадетів (Сєвєродонецьк), тобто граючи проти старших за себе суперників (отримав 3 місце у особистому розряді).
У 2014 році у складі команди від України разом з Михайлом Жолубаком (Івано-Франківськ) посів перше місце на міжнародному турнірі  з настільного тенісу «Кубок Бистриці» (Бистриця, Румунія з 28 по 31 березня 2014 року).
У складі команди України отримує перше місце на 46-му Міжнародному турнірі пам'яті Тані Карпінської у Могильові (Білорусь). 2014 рік.
У 2016 році виконав норму майстра спорту України (15 років), беручи участь у командному чемпіонаті України «Вища ліга» (у складі команди «Тайфун», Умань). Отримання цього звання дозволило йому стати першим майстром спорту з настільного тенісу у Вінницькій області.
Свій перший європейський рейтинг заробив у 2015 році у складі кадетської збірної України на чемпіонаті Європи кадетів та юніорів в Словаччині.

### Юніорський період
З 2017 року знаходився у складі національної юнацької збірної України (тренер — Дмитро Олексійович Дробов). З 2018 року тренувався під керівництвом головного тренера національної юнацької збірної України Олександра Олександровича Бєльського.
Учасник юніорських чемпіонатів Європи — European Youth Table Tennis Championships — у 2016, 2017, 2018, 2019. Найвище досягнення — потрапляння у 32-ку кращих тенісистів (2019, Острава, Чехія).

### У складі національної збірної України
З 2018 року знаходиться у складі національної збірної України (головний тренер Володимир Юрійович Геворгізов).

### Професійна кар'єра
Успішним для Антона Лімонова був чемпіонат України з настільного тенісу 2020, на якому він взяв дві медалі: срібну — в чоловічих парах (з Андрієм Гребенюком), срібну — у змішаних парах (з Веронікою Гуд).
На момент березень 2020 року має рейтинг ITTF 421 (730 балів).